# Urumita
Urumita est une municipalité située dans le département de La Guajira, en Colombie. Située dans la chaîne de montagnes Serranía del Perijá. Une partie de son territoire couvre la vallée de la rivière Cesar en direction de la Sierra Nevada de Santa Marta. Le siège de la municipalité d’Urumita est toutefois situé sur un terrain plat à environ 45 km de la capitale du département de César, Valledupar et à environ 175 km de la capitale du département de La Guajira, Riohacha.
Avant l'arrivée des colonisateurs espagnols, la région d'Urumita était habitée par des peuples autochtones appartenant aux Chimila. Au moment de l'arrivée espagnole au début du XVIe siècle, la région était gouvernée par un cacique nommé Uruma. Après une période de conquête et de colonisation par les Espagnols, Juan Bautista Canalete fonda le village d'Urumita le 3 octobre 1785.
Le village est devenu une partie de la juridiction de la municipalité de Villanueva au sein du gouvernement de Santa Marta. Il a ensuite été intégré à la province de Padilla. La région a une forte présence de Calagualas (Campyloneurum angustifolium), une fougère considérée comme médicinale. Les habitants célèbrent la Fête et le Festival des Fleurs et de la Calaguala (Fête et Concours des Fleurs et de la Calaguala) en l'honneur de cette plante.
L’économie de la municipalité d’Urumita repose sur le commerce, l’exploitation minière, le tourisme et les services. L'agriculture et l'élevage occupent une ligne secondaire. Le commerce dépend de l'axe de la circulation économique entre les villes de Valledupar et Maicao, ainsi que de la fourniture de certains services à la mine de charbon de Cerrejón. L'agriculture est essentiellement de subsistance; café, banane, coton, maïs, yucca, haricots, cacao, igname, banane, achiote, piment, prune, mamoncillo, mangue, ananas, papaye, melon et mûre. En raison de la présence du tourisme ces dernières années, des ateliers d’artisanat ont été mis en place.
La genèse de la chanson de vallenato "La Gota Fría" d'Emiliano Zuleta et popularisée par le chanteur Juanes s'est produite dans les rues d'Urimita.